# Anthony John Arkell
Anthony John Arkell, meist A. J. Arkell zitiert, (* 29. Juli 1898 in Hinxhill, Kent; † 26. Februar 1980 in Chelmsford) war ein britischer Ägyptologe und Verwaltungsbeamter im Sudan.

## Leben
Arkell besuchte das Bradfield College und studierte am Queen’s College in Oxford. Er war im Ersten Weltkrieg im britischen Royal Flying Corps und danach im Verwaltungsdienst im Sudan tätig, damals britische Kolonie. Dabei unternahm er auch archäologische Expeditionen, bei denen er unter anderem antike Eisenhütten in Meroe entdeckte und Hinterlassenschaften der Badari-Kultur des prädynastischen Oberägypten. Als Kolonialbeamter beendete er den Sklavenhandel zwischen Sudan und Äthiopien und ließ Dörfer für die befreiten Sklaven errichten.
1938 erhielt er eine offizielle Bestallung als Archäologe im Sudan. 1948 wurde er Kurator des Petrie Museum of Egyptian Archaeology und Professor für Ägyptologie am University College London. 1963 ging er in den Ruhestand und wurde Geistlicher.

## Schriften
- History of the Sudan. From the earliest times to 1821. The Athlone Press, London 1955, (2nd, revised Edition. ebenda 1961; mehrere Nachdrucke).
- Beiträge in: William Y. Adams: Meroitic North and South. A study in cultural contrasts (= Meroitica. 2, ISSN 0138-3663). Akademie-Verlag, Berlin 1976.
- The prehistory of the Nile valley (= Handbuch der Orientalistik. Abt. 7: Kunst und Archäologie. Bd. 1: Der alte vordere Orient. Abschn. 2: Die Denkmäler. A: Ägypten. Lfg. 1). Brill, Leiden u. a. 1975, ISBN 90-04-04397-7.
- Mitarbeit an Fischer Weltgeschichte. Band 1.